# Телетова, Наталья Константиновна
Наталья Константиновна Телетова (настоящие имя и фамилия — Наталья Ивановна Тоисова; 20 декабря 1931, Свердловск — 15 марта 2013) — советский и российский литературовед, историк, генеалог, переводчица, педагог, кандидат филологических наук.

## Биография
Родилась 20 декабря 1931 года в семье оперных певцов, в Свердловске. Когда ей было 8 месяцев, семья переехала в Москву, жили в небольшом городке Верея под Москвой; с 1935 года — в Ленинграде, откуда в начале войны были эвакуированы на Урал.
Отец, Иван Семенович Тоисов, погиб в начале Великой Отечественной войны. Мать, дочь священника Григория Младова. Григорий Алексеевич Младов (1853—?) — родом из Смоленской губернии, к которой относились его предки с конца XVII века, окончил в 1879 году Московскую духовную академию, служил в Екатеринбурге, митрофорный протоиерей. Мать вторично вышла замуж за Константина Александровича Телетова, и Наталья воспитывалась уже в семье отчима.
В Свердловске она окончила среднюю школу и в 1955 году — филологический факультет Уральского университета. Работала в библиотеке Сельхозинститута и в 1957 году поступила в аспирантуру Ленинградского государственного педагогического института им. А. И. Герцена, куда была приглашена профессором Н. Я. Берковским.
В 1961 году окончила аспирантуру, там же в 1966 году защитила кандидатскую диссертацию по немецкой литературе (тема творчество Кристиана Дитриха Граббе).
Преподавала русскую и зарубежную литературу в Елабужском педагогическом институте (1961—1962), где увлеклась исследованиями, связанными с судьбой М. Цветаевой. Увлечение Цветаевой на долгое время определило направление её литературных интересов. Ей удалось найти место где была похоронена поэтесса. Из-за невозможности напечатать результаты своих поисков в СССР, она передала свои статьи в парижский «Вестник русского христианского движения», где под псевдонимом были напечатаны: «Елабужские дни» (1986) и «1937 год в жизни Марины Цветаевой» (1989). Впоследствии, ей удалось также напечатать поэму Цветаевой «Мо́лодец» (2003) с не публиковавшимися до этого парижскими иллюстрациями Н. Гончаровой, автопереложением поэмы на французский и своими статьями и комментариями.
Также она преподавала в Ленинградском театральном институте, Высшем Военно-политическом училище войск противовоздушной обороны и других вузах. Доцент. Более 26 лет Наталья Телетова преподавала историю литературы в Санкт-Петербургском институте живописи, скульптуры и архитектуры им. Репина.
Умерла в Санкт-Петербурге 15 марта 2013 года. Похоронена на Смоленском кладбище.

## Научная деятельность
Автор ряда книг и статей об А. С. Пушкине, его взаимосвязях с русской и европейской литературой, о Марине Цветаевой, Владимире Набокове.

## Семья
В 1960-х годах была женой филолога и диссидента С. В. Бернадского (1932—2002), для которого это был второй брак; детей у них не было.
Второй раз вышла замуж за пушкиниста Вадима Петровича Старка (1945—2014). Составила поколенную роспись рода, которая легла в основу книги В. П. Старка «Род Старков» (2012).